# Световни музикални награди
Световните музикални награди (съкратено СМН), в оригинал World Music Awards, се присъждат ежегодно от 1989 година насам на музикантите с най-големи продажби.
Данните за продажбите се предоставят от Международната федерация на звукозаписната индустрия.
Изпълнителен продуцент и съосновател на програмата е Джон Мартиноти. Церемониите по награждаването със Световни музикални награди се провеждат под патронажа на принца на Монако Албер II. Броят на зрителите на програмата се оценява на около 1 милиард души, тя се гледа на всички континенти с изключение на безлюдната Антарктида.
|  | Тази страница частично или изцяло представлява превод на страницата World Music Awards в Уикипедия на английски. Оригиналният текст, както и този превод, са защитени от Лиценза „Криейтив Комънс – Признание – Споделяне на споделеното“, а за съдържание, създадено преди юни 2009 година – от Лиценза за свободна документация на ГНУ. Прегледайте историята на редакциите на оригиналната страница, както и на преводната страница, за да видите списъка на съавторите. ВАЖНО: Този шаблон се отнася единствено до авторските права върху съдържанието на статията. Добавянето му не отменя изискването да се посочват конкретни източници на твърденията, които да бъдат благонадеждни. |